# KK Olimpija Ljubljana
KK Olimpija Ljubljana (Košarkaški Klub Olimpija Ljubljana) is een basketbalclub uit Ljubljana, Slovenië. Olimpija komt uit in de  Slovenian League en de ABA League.

## Geschiedenis
Olimpija werd opgericht in 1946 als KK Svoboda. In 1947 veranderde de naam in KK Enotnost. In 1955 veranderde de naam in AŠK Olimpija en in 1976 in de huidige naam KK Olimpija.
Olimpija werd zes keer Landskampioen van Joegoslavië in 1957, 1959, 1961, 1962, 1966 en 1970. Na het uiteenvallen van Joegoslavië werd Olimpija zestien keer Landskampioen van Slovenië en werd twintig keer Bekerwinnaar van Slovenië. Ook won Olimpija acht keer de Supercup van Slovenië. In 1994 behaalde Olimpija haar grootste Europese succes. De club won de finale om de Saporta Cup van Tau Cerámica Vítoria uit Spanje met 91-81.

## Verschillende sponsornamen
- Brest Olimpija (1976–1978)
- Iskra Olimpija (1978–1982)
- ZZI Olimpija (1982–1983)
- Smelt Olimpija (1983–1997)
- Union Olimpija (1997–2017)
- Petrol Olimpija (2017–heden)

## Erelijst
- Landskampioen Joegoslavië: 6
  - Winnaar: 1957, 1959, 1961, 1962, 1966, 1970
  - Tweede: 1953, 1956, 1958, 1960, 1965, 1967, 1968, 1969
- Bekerwinnaar Joegoslavië:
  - Runner-up: 1960, 1969, 1971, 1982, 1987
- Landskampioen Joegoslavië: 2 (Divisie 1. B)
  - Winnaar: 1985, 1987
- Slovenian Socialist Republic League: 2
  - Winnaar: 1946, 1947
- Landskampioen Slovenië: 16
  - Winnaar: 1991–92, 1992–93, 1993–94, 1994–95, 1995–96, 1996–97, 1997–98, 1998–99, 2000–01, 2001–02, 2003–04, 2004–05, 2005–06, 2007–08, 2008–09, 2016–17
  - Runner-up: 2002–03, 2006–07, 2009–10, 2010–11, 2011–12, 2012–13, 2013–14
- Bekerwinnaar Slovenië: 20
  - Winnaar: 1992, 1993, 1994, 1995, 1997, 1998, 1999, 2000, 2001, 2002, 2003, 2005, 2006, 2008, 2009, 2010, 2011, 2012, 2013, 2017
  - Runner-up: 2004, 2007, 2014
- Supercup Slovenië: 8
  - Winnaar: 2003, 2004, 2005, 2007, 2008, 2009, 2013, 2017
  - Runner-up: 2010, 2011, 2012, 2014
- EuroLeague:
  - Derde: 1967, 1997
  - Halve finale: 1962
- Saporta Cup: 1
  - Winnaar: 1994
  - Halve finale: 1969, 1983, 1992
- ABA League: 1
  - Winnaar: 2002
  - Runner-up: 2011
- Central European League: 2
  - Winnaar: 1993, 1994

## Bekende (oud)-coaches
- - Lazar Lečić
- - Boris Kristančič
- - Zmago Sagadin (1985–1995, 1996–2002, 2005–2006)
- Tomo Mahorič (2002–2003, 2006)
- Sašo Filipovski (2003–2005, 2011–2013)
- Memi Bečirović (2007–2008, 2015)
- Aleksandar Džikić (2008)
- Jure Zdovc (2008–2011)
- Aleš Pipan (2013–2015)
- Gašper Potočnik (2015–2016)
- Gašper Okorn (2016–2018)
- Zoran Martič (2018–present)

## Bekende (oud)-spelers
| - Remon van de Hare - Vitali Nosov - Goran Dragić - Dušan Đorđević - Rašo Nesterović - Beno Udrih - Šarūnas Jasikevičius - Damjan Rudež - Marko Milič - Primož Brezec | - Vladimir Stepania - Boštjan Nachbar - Jiří Welsch - Soumaila Samake - Radisav Ćurčić - Danny Green - Aron Baynes - Krešimir Ćosić |